# Podporozje
Podporozje (Russisch: Подпорожье) is een Russische stad in de Oblast Leningrad. Podporozje is gelegen aan de linkeroever van de rivier Svir, ongeveer 285 km ten noordoosten van Sint-Petersburg. In 1989, voor het ineenstorten van de Sovjet-Unie, bedroeg het inwoneraantal ruim 23.000; inmiddels is dit aantal gedaald tot onder de 20.000.

## 18e en 19e eeuw
In het begin van de 18e eeuw werd op bevel van Peter de Grote een aantal nederzettingen aan de rivier Msta verplaatst naar een plek aan de oevers van de Svir. De Svir, die bekendstond om haar onbevaarbare stroomversnellingen, diende om economische redenen bevaarbaar te worden gemaakt. De nieuwe nederzettingen, oorspronkelijk genaamd Sigovets and Medvedets, begon men aan het einde van de 19e eeuw Podporozje te noemen, hetgeen in het Russisch letterlijk 'onder de stroomversnellingen' betekent.

## 20e eeuw
In 1936 werd begonnen met de bouw van een grote waterkrachtcentrale, die in 1951 gereed kwam. Gedurende de vervolgoorlog waren Podporozje en omstreken het toneel van felle gevechten tussen Finnen en Duitsers enerzijds en de Sovjets anderzijds. In 1956 kreeg de nederzetting stadstatus, waarna ook de naam Podporozje officieel ging gelden. Podporozje heeft een station aan de spoorlijn Sint-Petersburg - Moermansk.
Dankzij de Svir is de stad een belangrijk centrum voor houttransport over water.
Bestuurlijk centrum: Sint-Petersburg (geen onderdeel van de oblast)

Steden: Boksitogorsk · Gatsjina · Ivangorod · Kamennogorsk · Kingisepp · Kirisji · Kirovsk · Kommoenar · Ljoeban · Lodejnoje Pole · Loega · Nikolskoje · Novaja Ladoga · Otradnoje · Pikaljovo · Podporozje · Primorsk · Priozersk · Sertolovo · Sjasstroj · Sjlisselburg · Slantsy · Sosnovy Bor · Svetogorsk · Tichvin · Tosno · Volchov · Volosovo · Vsevolozjsk · Vyborg · Vysotsk

Stedelijke districten: Sosnovy Bor

Gemeentelijke districten: Boksitogorski · Gatsjinski · Kingiseppski · Kirisjski · Kirovski · Lodejnopolski · Loezjski · Lomonosovski · Podporozjski · Priozerski · Slantsevski · Tichvinski · Tosnenski · Volchovski · Volosovski · Vsevolozjski · Vyborgski